# Lega professionistica degli Emirati Arabi Uniti 2020-2021
La Lega professionistica degli Emirati Arabi Uniti 2020-2021 è la 46ª edizione della massima competizione nazionale per club degli Emirati Arabi Uniti, la tredicesima dall'introduzione del calcio professionistico negli Emirati e l'ottava con il nome di Lega del Golfo arabico, adoperato per motivi di sponsorizzazione.
Alla competizione prenderanno parte 14 squadre, le stesse della scorsa edizione.

## Squadre partecipanti
| Club           | Città             | Stadio                              | Stagione precedente                |
| -------------- | ----------------- | ----------------------------------- | ---------------------------------- |
| Ajman          | Ajman             | Stadio Ajman                        | 10° in UAE Pro League              |
| Al-Ain         | Al-Ain            | Stadio Hazza bin Zayed              | 2° in UAE Pro League               |
| Al Dhafra      | Madinat Zayed     | Stadio Al Dhafra                    | 7° in UAE Pro League               |
| Al-Jazira      | Abu Dhabi         | Stadio Mohammad bin Zayed           | 3° in UAE Pro League               |
| Al-Nasr        | Dubai             | Stadio Al-Maktoum                   | 6° in UAE Pro League               |
| Al-Wahda       | Abu Dhabi         | Stadio Al Nahyan                    | 5° in UAE Pro League               |
| Al-Wasl        | Dubai             | Stadio Zabeel                       | 8° in UAE Pro League               |
| Baniyas        | Abu Dhabi         | Stadio Baniyas                      | 9° in UAE Pro League               |
| Fujairah       | Dibba Al-Fujairah | Stadio Fujairah Club                | 14° in UAE Pro League              |
| Hatta Club     | Hatta             | Stadio Hamdan Bin Rashid            | 13° in UAE Pro League              |
| Ittihad Kalba  | Kalba             | Stadio Ittihad Kalba                | 11° in UAE Pro League              |
| Khor Fakkan    | Khor Fakkan       | Stadio Saqr bin Mohammad al Qassimi | 12° in UAE Pro League              |
| Shabab Al-Ahli | Dubai             | Stadio Al-Rashid                    | Campione degli Emirati Arabi Uniti |
| Sharjah        | Sharjah           | Stadio Sharjah                      | 4° in UAE Pro League               |

### Giocatori Stranieri
Tutte le squadre possono firmare un numero illimitato di giocatori stranieri, ma ne possono solo schierare quattro in campo.
| Club           | Giocatore 1       | Giocatore 2       | Giocatore 3       | Giocatore 4       | Ex Giocatori   |
| -------------- | ----------------- | ----------------- | ----------------- | ----------------- | -------------- |
| Ajman          | Gustavo Vagenin   | Bubacarr Trawally | William Owusu     | Diogo Amado       |                |
| Al-Ain         | Wilson Eduardo    | Tsukasa Shiotani  | Bawırjan Ïslamxan | Kodjo Fo-Doh Laba |                |
| Al Dhafra      | Denílson          | Yaseen Al-Bakhit  | Issam El Adoua    | Mikhail Rosheuvel |                |
| Al-Jazira      | Imoh Ezekiel      | Miloš Kosanović   | Thulani Serero    |                   |                |
| Al-Nasr        | Ryan Mendes       | Brandley Kuwas    | Dia Saba          | Tozé              |                |
| Al-Wahda       | Paul-José M'Poku  | Lee Myung-joo     | Henrique Luvannor | Tim Matavž        |                |
| Al-Wasl        | Nicolás Oróz      | João Figueiredo   | Neris             | Ronaldo Mendes    |                |
| Baniyas        | Gastón Suárez     | Nicolás Giménez   | João Pedro        | Saša Ivković      |                |
| Fujairah       | Farley Rosa       | Roly Bonevacia    | Samuel Armenteros | Firas Ben Larbi   |                |
| Hatta Club     | Willian Farias    | Kevin Londoño     | Vladimir Koman    | Mwape Musonda     |                |
| Khor Fakkan    | Bruno Lamas       | Dodô              | Ramon Lopes       | Ricardinho        | Orlando Berrío |
| Ittihad Kalba  | Wanderson         | Júnior Fernándes  | Davide Mariani    | Peniel Mlapa      | Matías Pisano  |
| Shabab Al-Ahli | Federico Cartabia | Carlos Eduardo    | Héldon Ramos      | Azizjon Ganiev    |                |
| Sharjah        | Caio              | Igor Coronado     | Welliton          | Otabek Shukurov   |                |

## Classifica
aggiornata al 15 maggio 2021
|                                | Pos. | Squadra        | Pt | G  | V  | N  | P  | GF | GS | DR  |
| ------------------------------ | ---- | -------------- | -- | -- | -- | -- | -- | -- | -- | --- |
| Emirati Arabi Uniti (bandiera) | 1.   | Al-Jazira      | 57 | 26 | 17 | 6  | 3  | 65 | 29 | +36 |
|                                | 2.   | Baniyas        | 54 | 26 | 16 | 6  | 4  | 50 | 22 | +28 |
|                                | 3.   | Shabab Al-Ahli | 50 | 26 | 13 | 11 | 2  | 52 | 30 | +22 |
|                                | 4.   | Sharjah        | 48 | 26 | 14 | 6  | 6  | 48 | 29 | +19 |
|                                | 5.   | Al-Nasr        | 46 | 26 | 14 | 4  | 8  | 47 | 33 | +14 |
|                                | 6.   | Al-Ain         | 41 | 26 | 11 | 8  | 7  | 39 | 33 | +6  |
|                                | 7.   | Al-Wahda       | 40 | 26 | 10 | 10 | 6  | 48 | 33 | +15 |
|                                | 8.   | Ittihad Kalba  | 39 | 26 | 11 | 6  | 9  | 29 | 39 | -10 |
|                                | 9.   | Al-Wasl        | 37 | 26 | 10 | 7  | 9  | 49 | 47 | +2  |
|                                | 10.  | Khor Fakkan    | 25 | 26 | 7  | 4  | 15 | 35 | 50 | -15 |
|                                | 11.  | Al Dhafra      | 21 | 26 | 5  | 6  | 15 | 31 | 58 | -27 |
|                                | 12.  | Ajman          | 18 | 26 | 4  | 6  | 16 | 24 | 57 | -33 |
|                                | 13.  | Fujairah       | 15 | 26 | 4  | 3  | 19 | 31 | 57 | -26 |
|                                | 14.  | Hatta Club     | 12 | 26 | 3  | 3  | 20 | 19 | 50 | -31 |

Legenda:

      Campione degli Emirati Arabi Uniti e ammessa alla AFC Champions League 2022

      Ammesse alla AFC Champions League 2022

      Retrocesse in UAE Second Division 2021-2022

Note:
Tre punti a vittoria, uno a pareggio, zero a sconfitta.

## Statistiche

### classifica marcatori
aggiornato al 15 maggio 2021
| Gol |  |  | Giocatore     | Squadra   |
| --- |  |  | ------------- | --------- |
| 25  |  |  | Ali Mabkhout  | Al Jazira |
| 22  |  |  | Fabio Lima    | Al Wasl   |
| 18  |  |  | João Pedro    | Baniyas   |
| 17  |  |  | Igor Coronado | Sharjah   |
| 13  |  |  | Welliton      | Sharjah   |
| 13  |  |  | Kodjo Laba    | Al Ain    |
| 12  |  |  | Igor Jesus    | Al-Ahli   |
| 12  |  |  | Peniel Mlapa  | Kalba     |
| 12  |  |  | Tim Matavž    | Al Wahda  |

### Premi individuali della Arabian Gulf League
Di seguito i vincitori.
| Premio                           | Giocatore     | Squadra        |
| -------------------------------- | ------------- | -------------- |
| Miglior giocatore                | Ali Mabkhout  | Al-Jazira      |
| Miglior giocatore straniero      | João Pedro    | Baniyas        |
| Miglior giovane straniero        | Igor Jesus    | Shabab Al-Ahli |
| Miglior giovane emiratino        | Ali Saleh     | Al-Wasl        |
| Miglior portiere                 | Ali Khasif    | Al-Jazira      |
| Miglior Allenatore               | Marcel Keizer | Al-Jazira      |
| Giocatore dell'anno per i tifosi | Ismail Matar  | Al-Wahda       |
| Miglior Goal                     | Ismail Matar  | Al-Wahda       |